# Lisen

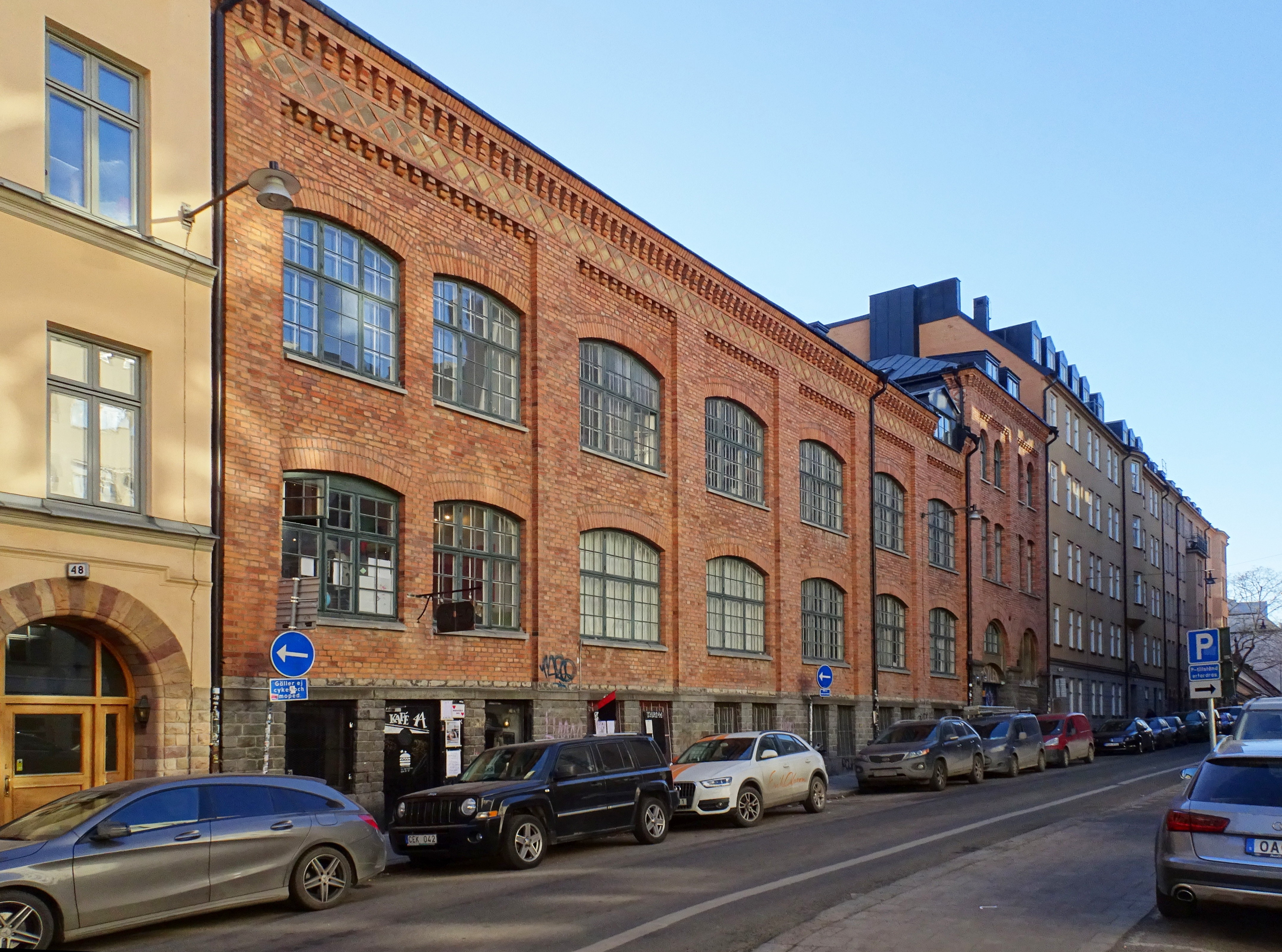
Lisenindelad fasad på f.d. Svenska kapsylfabriken, Tjärhovsgatan på Södermalm i Stockholm.

Lisen (ty. Lisene, fr. pilastre en lisière) är inom arkitekturen namnet på de smala, enkla framspringande pilastrar som inom den romanska byggnadskonsten används för att pryda och indela fasadernas ytor. Lisenerna utgår från den för hela byggnaden gemensamma sockeln och övergår upptill vanligen vid takfoten i en rundbågsfris. Lisener finns till exempel på Lunds domkyrka och på flera gotländska kyrkor.